# نمونلیس
نمونلیس لیتوانیایی: Nemunėlis؛ لتونیایی: Mēmele رودی است که در لیتوانی و لتونی جریان دارد.